# Acronicta rumicina
Acronicta rumicina är en fjärilsart som beskrevs av Felix Bryk 1948. Acronicta rumicina ingår i släktet Acronicta och familjen nattflyn. Inga underarter finns listade i Catalogue of Life.